# Teorema de completitud de Gödel

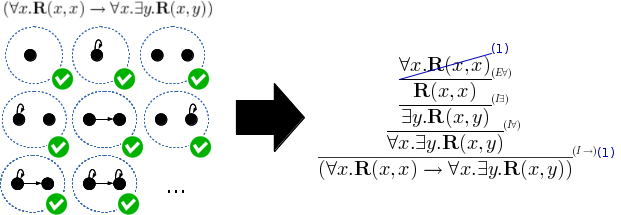
Fórmula del teorema de completitud de Gödel.

El teorema de completitud de Gödel es un importante teorema de la lógica matemática, que fue demostrado por primera vez por Kurt Gödel en 1929 y que en su forma más conocida establece lo siguiente:
| En una lógica de primer orden, toda fórmula que es válida en un sentido lógico es demostrable. Kurt Gödel |

La palabra «demostrable» significa que existe una deducción formal de la fórmula. La deducción consiste en una lista finita de pasos en los que cada paso o bien invoca a un axioma o es obtenido a partir de pasos previos mediante una básica regla de inferencia. A partir de dicha deducción, es posible verificar si cada uno de los pasos es correcto mediante un algoritmo (por ejemplo, mediante una computadora o a mano).
Una fórmula es lógicamente válida si es verdadera en todo modelo para el lenguaje utilizado en la fórmula. Para expresar de manera formal el teorema de completitud de Gödel, se debe definir el significado de la palabra modelo en este contexto. Esta es una definición básica en la teoría de modelos.
El teorema de Gödel establece una correspondencia entre la verdad semántica y la probabilidad sintáctica en la lógica de primer orden. Crea un vínculo entre la teoría de modelos que se ocupa de lo que es cierto en diferentes modelos, y la teoría de la demostración que estudia lo que se puede probar formalmente en sistemas formales particulares. Gödel utilizó el teorema de completitud para probar el teorema de compacidad, demostrando la naturaleza finitaria del operador de consecuencia lógica. Estos resultados ayudaron a establecer la lógica de primer orden como el tipo de lógica dominante en las matemáticas actuales.
Fue luego simplificado en 1947, cuando Leon Henkin observó en su tesis de doctorado que la parte difícil de la prueba se puede presentar como el Modelo de Teorema de la Existencia (publicado en 1949). A su vez, la prueba de Henkin fue simplificada por Gisbert Hasenjaeger en 1953.

## Declaración del teorema

### Introducción
Una fórmula de primer orden se llama lógicamente válida si es verdadera en cada estructura para el lenguaje de la fórmula (es decir, para cualquier asignación de valores a las variables de la fórmula). Para declarar formalmente, y luego demostrar, el teorema de la integridad, es necesario también definir un sistema deductivo. Un sistema deductivo se llama completo si toda fórmula lógicamente válida es la conclusión de alguna deducción formal, y el teorema de la completitud para un sistema deductivo particular es el teorema de que está completo en este sentido. Así, en cierto sentido, hay un teorema de completitud diferente para cada sistema deductivo. Algo importante junto con la integridad es la solidez, el hecho de que sólo las fórmulas lógicamente válidas son demostrables en el sistema deductivo.
Si algún sistema deductivo específico de lógica de primer orden es sólido y completo, entonces es «perfecto» (una fórmula es demostrable si y sólo si es una consecuencia semántica de los axiomas), equivalente a cualquier otro sistema deductivo con el mismo Calidad (cualquier prueba en un sistema se puede convertir en el otro).

### La formulación original de Gödel
El teorema de la integridad dice que si una fórmula es lógicamente válida entonces hay una deducción finita (una prueba formal) de la fórmula.
El teorema de Gödel de completitud dice que un sistema deductivo de cálculo de predicados de primer orden es «completo» en el sentido de que no se requieren reglas de inferencia adicionales para probar todas las fórmulas lógicamente válidas. Junto con la integridad hay que tener en cuenta la solidez, el hecho de que sólo las fórmulas lógicamente válidas son demostrables en el sistema deductivo. Junto con la solidez (cuya verificación es fácil), este teorema implica que una fórmula es lógicamente válida si y sólo si es la conclusión de una deducción formal.

### Teorema de la existencia del modelo
La versión más simple de este teorema que es suficiente en la práctica para la mayoría de las necesidades, y tiene conexiones con el teorema de Löwenheim-Skolem, dice:
Una versión más general se puede expresar como:
Aquí, una teoría consistente se define como aquella en la que, para ninguna fórmula 'F', tanto 'F' como '¬F' pueden ser probados. Ver Consistencia, la definición sintáctica; La definición semántica sería tautológica en este contexto.
Este teorema de Henkin es la versión más directa obtenida del teorema de la completitud en su prueba más simple.
Dado el teorema de Henkin, la demostración del teorema de la completitud es como sigue: Si {\displaystyle \Phi \models A} es válido, entonces{\displaystyle \Phi \cup \lnot A} no tiene modelos. Por la contraposición de Henkin, entonces {\displaystyle \lnot A} es una fórmula inconsistente. Pero, por la definición de consistencia, si {\displaystyle \Phi \cup \lnot A} es inconsistente entonces es posible construir una prueba de {\displaystyle \Phi \vdash A}.

## Demostraciones

### Demostración original
En 1930 Gödel demostró la completitud de la lógica cuantificacional de primer orden. Literalmente el teorema de completitud de Gödel establece: «Para toda fórmula A de la lógica cuantificacional de primer orden, si A es lógicamente verdadera, entonces A es deducible». Dicho formalmente: «Si ╞ A, entonces ├ A». Esto quiere decir que el sistema formal de la lógica cuantificacional será completo si todas las fórmulas que representan verdades lógicas son formalmente deducibles en el sistema.
La prueba del teorema de completitud se reduce a consignar las siguientes premisas
1. A es lógicamente verdadera: A ╞ A
2. Si A es lógicamente verdadera, entonces ¬A es insatisfacible
3. Si ¬A es insatisfacible, entonces ¬A es inconsistente
4. Si ¬A es inconsistente, entonces da lugar a contradicción: ¬A ├ B y ¬A ├ ¬B
5. Si ¬A ├ B y ¬A ├ ¬B, entonces ├ A

La justificación de estas premisas es la siguiente
1. Es la hipótesis del teorema de completitud
2. Se sigue de la definición del concepto de fórmula lógicamente verdadera: su negación ha de ser insatisfacible
3. Es la contraposición del teorema de Henkin
4. Es un mero análisis de la definición de inconsistencia
5. Se basa en el teorema de deducción, que permite pasar de ¬A ├ B y ¬A ├ ¬B a ├ ¬A ^ B y ├ ¬A ^ ¬B, respectivamente, y en Modus Ponens, que permite, con ayuda de estas dos últimas fórmulas, eliminar los antecedentes en la ley de reducción al absurdo (├ (¬A ^ B) ® ((¬A ^ ¬B) ^ ¬¬A); de ├ ¬¬A se pasa a ├ a mediante una aplicación de MP a la ley de doble negación ├ ¬¬A ^ A

Aceptadas estas premisas, se les aplica reiteradamente la regla MP, empezando por (2) y (1), siguiendo con (3) y el consecuente de (2), y así sucesivamente, hasta liberar el consecuente de (5): ├ A, que es justamente la tesis del teorema de Gödel, el cual queda, por tanto, demostrado.

### Demostración moderna
En los libros de lógica modernos, el teorema de completitud de Gödel es por lo general demostrado mediante la demostración de Henkin, aunque a veces también se utiliza la demostración de Herbrand, en lugar de la demostración original de Gödel.